# Фольквальдинги
Фольквальдинги — род фризких королей, начавшийся с Альдгисла — короля Фризии (623—679). Назван род в честь отца полулегендарного короля Фризии Финна Фольквальдинга, но не факт что все из рода Фольквальдингов, являются его потомками.

## Родоначальники
- Фольквальд — первый Фольквальдинг, в честь которого и названа вся династия. О нём самом ничего неизвестно, лишь только то что он является отцом полулегендарного короля Фризии Финна.

- Финн Фольквальдинг — второй в роду Фольквальдингов, о нём говорится в «Беовульфе». Отрывок из «Беовульфа» в переводе на русский[1] (строки 1089—1090) гласит: «…ещё обещался наследник Фольквальда
дарами, как должно, приветить данов:…»

- Аудульф, сын Финна — гипотетический король фризов во время Великого переселения народов. Аудульф правил в первой половине VII века и владел землями в центральных районах Нидерландов. Его вероятный потомок Альдгисл.

- Альдгисл является первым достоверным королём Фризии,[2] поэтому ему чаще всего и приписывается родоначальство рода Фольквальдингов.

## Потомки Альдгисла
- Радбод I (преемник Альдгисла) — король фризов в 679—719 годах. Его правление прошло в борьбе с франками, желавшими захватить фризские земли.[3]
- Поппо (преемник Радбода I) — король Фризии (719—734).[4]
- Альдгисл II (преемник Поппо) — легендарный король Фризии первой половины VIII века.[5]
- Гондебальд (преемник Альдгисла II) — легендарный король Фризии середины VIII века.[6]
- Радбод II (преемник Гондебальда) — легендарный король Фризии второй половины VIII века. Является последним правителем Фризии из рода Фольквальдингов.[7]

### Герульфинги
Герульфинги — вероятные потомки рода Фольквальдингов. Отец основателя Герульфингов Дирк, является сыном графа Аббы — потомка короля Фризии Радбода.